# James William Murphy
James William Murphy (* 17. April 1858 in Platteville, Wisconsin; † 11. Juli 1927 in Rochester, Minnesota) war ein US-amerikanischer Politiker. Zwischen 1907 und 1909 vertrat er den Bundesstaat Wisconsin im US-Repräsentantenhaus.

## Werdegang
James Murphy besuchte die öffentlichen Schulen seiner Heimat und danach bis 1873 die Platteville State Normal School. In den folgenden fünf Jahren unterrichtete er als Lehrer im Grant County und im Lafayette County. Nach einem anschließenden Jurastudium an der University of Michigan in Ann Arbor und seiner Zulassung als Rechtsanwalt begann er ab 1880 in Platteville in diesem Beruf zu arbeiten. Zwischen 1887 und 1891 fungierte er als Bezirksstaatsanwalt im Grant County. In den Jahren 1904 bis 1906 war er Bürgermeister der Stadt Platteville.
Murphy war Mitglied der Demokratischen Partei. Bei den Kongresswahlen des Jahres 1906 wurde er im dritten Wahlbezirk von Wisconsin in das US-Repräsentantenhaus in Washington, D.C. gewählt. Dort trat er am 4. März 1907 die Nachfolge von Joseph W. Babcock an. Da er bei den Wahlen des Jahres 1908 dem Republikaner Arthur W. Kopp unterlag, konnte er bis zum 3. März 1909 nur eine Legislaturperiode im Kongress absolvieren.
Nach seinem Ausscheiden aus dem US-Repräsentantenhaus praktizierte James Murphy wieder als Anwalt. Außerdem stieg er in das Geschäft mit Blei- und Zinkminen ein. 1920 bewarb er sich erfolglos um die Rückkehr in den Kongress. Er starb am 11. Juli 1927 in Rochester und wurde in Platteville beigesetzt.